# Джордан, Орландо
Орландо Джордан (род. 21 апреля 1974) — американский рестлер, в настоящее время свободный агент. Джордан начал карьеру в World Wrestling Entertainment в 2003 году, имел титул чемпиона Соединённых Штатов. Он также известен выступлениями в TNA
Джордан — бисексуал.

## Карьера

### World Wrestling Entertainment (2003—2006)

#### Начало карьеры (2003—2004)
Джордан сделал свой телевизионный дебют 31 мая 2003 года на эпизоде Velocity, где он победил Джейми Нобла. 26 июня 2003 года Джордан сделал свой первый дебют на SmackDown! появление в качестве фейса в Мэдисон Сквер Гарден, где он проиграл Джону Сине. Несмотря на то, что он не выиграл матч, он был достаточно впечатляющим, что, когда Cena атаковал Джордана после того, как матч закончился, Гробовщик, с которым Сина враждовал, пришёл к рингу и помог Джордану стать на ноги.

#### Кабинет (2004—2005)
После того, как Джордан был фейсом в течение нескольких месяцев, он стал хилом и присоединился к Кабинету Джона «Брэдшоу» Лейфилда (JBL) и был назначен его «начальником штаба». Это произошло, когда он спас JBL от нападения Гробовщика. Через несколько месяцев после присоединения у Джордана стал меняться образ, он стал отращивать волосы. В то время как часть Кабинета, Джордан, вместе с братьями Башам (которые стали «секретарями обороны»), помогали Бредшоу защищать свой титул появлениями в матчах в течение девяти месяцев, против Эдди Герреро, Букера Т, Биг Шоу, и Гробовщика, который был первым человеком, который показал Джордану уважение.
После того, как JBL начал вражду с Джоном Синой за титул WWE, ведущей к WrestleMania 21, Джордан победил Сину 3 марта 2005 года на SmackDown! на Times Union Center в Олбани, штат Нью-Йорк. Орландо победил Джона Сину с помощью JBL, чтобы выиграть чемпионство Соединённых Штатов, его первый и единственный титул в WWE. Проиграв свой титул WWE Джону Сине на Рестлмании 21, JBL заявил, что его Кабинет вернет его обратно, что привело к уходу из Кабинета Башамов. Его первая крупная успешная защита титула против Хайденрайха в Судный День 2005. На The Great American Bash 2005 Джордан начал враждовать с Крисом Бенуа. Джордан победил Бенуа и сохранил свой титул Соединённых Штатов на этом шоу. Чувствуя себя обманутым, Бенуа продолжал конфликтовал с Джорданом за титул. В конце концов он победил Джордана (в рекордно короткие 25,5 секунды) на SummerSlam 2005, чтобы выиграть титул. После этого быстрого матча Джордан попытался выиграть свой титул обратно несколько раз, что приводит к 3-м последовательным потерям во всех матчах длительностью менее одной минуты. Первый матч-реванш длился 23,4 секунды. Во втором матче-реванше Джордан на самом деле почти нокаутировал Бенуа ударом, но проиграл за 22,5 секунды, что было даже быстрее, чем в первом матче. Во время третьего матча Джордан не останавливался до того времени, которое отображалось на Титантроне, матч прошёл в течение 25 секунд. Он был так возбуждён, когда его время шло в течение 30 секунд, Бенуа воспользовался возможностью блокировки Снайпера и победил за 49,8. После этих неудачных реваншей Джордан позже ушёл от JBL, хотя и позже сделал несколько выступлений вместе с ним.

#### Различные противостояния (2005—2006)
Когда Букер Т получил травму на полпути к чемпионству Соединённых Штатов, он нуждается в замене против Криса Бенуа. Счёт серии был 3-1 в пользу Букера, Букеру нужна только одна замена, чтобы выиграть один матч, чтобы стать чемпионом Соединённых Штатов. Джордан подошёл к нему с предложением, но Букер и его жена Шармелл унижали его и шутили о его быстрой потери подчинение титула от Бенуа. Букер вместо этого спросил Рэнди Ортона, чтобы заменить его. После того, как Ортону не удалось выиграть в решающем матче, Джордан в очередной раз попросил замену на следующей неделе, Букер разрешил сделать это. В шестом матче в серии Джордан прыгнул с ринга, схватил костыль Букера, и ударил Бенуа для дисквалификации и, таким образом, давая Бенуа победу и связывая счёт из семи серий к 3-3. На следующей неделе Джордан побежал к рингу, чтобы попытаться остановить Букера выиграть чемпионство, но не смог предотвратить Ортона, который в конце концов избил Бенуа, чтобы выиграть серию для Букера Т.
Джордан затем выступал на Velocity и выиграл несколько матчей там. Джордан в последний раз появился на SmackDown! от 12 мая эпизоде SmackDown! в закулисном сегменте, сообщая Нунзио, что он видел кого-то, кто был похож на его партнера Вито, в ночном клубе во время недавнего турне по Великобритании. Его последний матч в WWE обернулся поражением в матче Джунеру Скотту 13 мая на эпизоде Velocity.

#### Независимые федерации (2006—2010)
Джордан начал конкурировать в независимых федерациях рестлинга наряду с рестлингом за рубежом, в первую очередь в Nu-Wrestling Evolution, базирующейся в Италии, а также New Japan Pro Wrestling. Джордан стал чемпионом NWe в апреле 2008 года. Позже в этом месяце он был вовлечён в противостояние с Последним Воином, что приводит к возвращению Воина после отсутствия против Джордана в матче в июне 2008 года спустя десять лет его отсутствия в рестлинге. Джордан проиграл титул Воину 25 июня 2008 года в Барселоне, имея честь быть последним соперником Воина.

### Total Nonstop Action Wrestling (2010—2011)
4 января 2010 года Джордан сделал свой дебют в компании в сегменте за кулисами с Динеро. Он тогда как хил, победил Динеро в матче одиночном матче на эпизоде Impact! 21 января. После того, как Джордан одержал убедительную победу над Самоа Джо на 18 февраля издание воздействия!, Джордан исчез из телевизора, перед повторным 29 марта издание Impact!, дебютировав в новом внешнем виде бисексуала. 9 апреля Джордан объявил, что он подписал новый многолетний контракт с TNA. 3 мая издание Impact!, Джордан дебютировал в его новом сегмент интервью, О-Зон, в ходе которого он напал и начал вражду с Глобальным чемпионом Роб Терри. Джордан бросил вызов Терри за Global Championship, но безуспешно. Следующий четверг на Impact !, Джордан набрал нетитульную победу над Терри. Вражда Джордана с Терри подошла к концу 3 июня издание Impact!, когда Глобальный чемпион удержал его в командном матче, где он объединился с Десмондом Вульфи а Терри с Эбиссом.
21 июля Джордан на Explosion победил Хомисайда, 29 июля на Impact! Джордан сам сформировал команду с Эриком Янгом, который боролся против (kayfabe) психических проблем. 29 сентября на TNA Xplosion Джордан победил Суицида. 24 сентября на TNA Xplosion, Джордан и Эрик Янг столкнулись с Ink Inc. в проигрышном матче. Это привело к матчу-реваншу на Bound for Glory Джордана и Янга против Ink Inc. (Джесси Нил и Шеннон Мур). 15 октября на TNA Xplosion Джордан и Эрик Янг победили Роба Терри и Хомисайда. 3 ноября на TNA Xplosion Джордан победил Магнуса. 16 декабря Джордан стал фейсом, как он и Янг победили Generation Me (Джереми и Макс Бак) в командном матче. 17 апреля 2011 на Lockdown матч Джордана и Янга не увенчался успехом за командные чемпионства в четырёхстороннем матче в стальной клетке, которые выиграли Ink Inc. 12 мая 2011 года на Impact! Джордан соревновался в матче, чтобы стать #1 претендентом на чемпионство мира в супертяжёлом весе, но не смог выиграть матч. 28 июня 2011 года Джордан столкнулся с Магнусом в 1-м туре чемпионата Xplosion Challenge, но проиграл матч. После этого момента Эрик Янг выиграл телевизионное чемпионство TNA, титул, ранее известный как Глобальный чемпионат TNA, в то время как Джордан убран с телевизора. Последний матч Джордана в TNA состоялся 2 июля 2011 года в TNA Live Event, где Джордан, Эрик Янг и Удивительный Красный победили Робби E, Брутуса Магнуса и Дуга Уильямса в шестистороннем командном матче. С 11 июля 2011 года было сообщено, что Джордан был освобождён от контракта с TNA.

#### Возврат в независимые федерации (2011-настоящее время)
5 ноября 2011 года на мероприятии NWA Джордан столкнулся против Стива Энтони в матче с дровосеками, но проиграл матч. В Outback Championship Wrestling’s Battle for Ballarat 31 мая 2013 года Джордан победил Энди Феникса в том, что будет его последний матч перед уходом в отставку из профессионального реслинга.
3 июня 2016 года, в Menai Mania II, Джордан победил чемпиона AWE в супертяжёлом весе Люка Найта, выиграв титул. Он, однако, проиграл титул Найту несколько недель спустя.

## В борьбе
- Добивающий
  - Black Ice
  - Blackout
  - Gender Bender
  - Guillotine choke — TNA
  - Orlando Magic — TNA
  - Running leg drop bulldog- 2006
  - Running powerslam- 2003
- Коронныe приёмы
  - Arm drag
  - Dragon screw
  - Dropkick
  - Elbow drop
  - Johnson Shuffle
  - Knee drop
  - Swinging side slam backbreaker- 2010
- Прозвища
  - «Начальник штаба» (WWE)
  - «Wild Card» (TNA)